# Грицко, Геннадий Игнатьевич
Генна́дий Игна́тьевич Грицко́ (18 октября 1930, Новосибирск — 23 января 2022, там же) — советский и российский горный инженер, учёный в области геомеханики, горного давления, технологии разработки угольных пластов и технологического развития угольной промышленности. Доктор технических наук (1968), профессор (1970), член-корреспондент АН СССР (1990).

## Биография
Родился 18 октября 1930 года в Новосибирске.
В 1948 году окончил школу № 10 в Новосибирске, сдал вступительные экзамены в Новосибирский институт военных инженеров транспорта (НИВИТ), но передумал и в итоге поступил на горный факультет Томского политехнического института имени С. М. Кирова (ТПИ).
В 1953 году он окончил ТПИ, защитив под научным руководством В. В. Проскурина дипломный проект на тему «Разработка опасного по внезапным выбросам угля и газа пласта Владимировского на шахте „Центральная“ в Кузбассе» и получив специальность горного инженера по разработке месторождений полезных ископаемых.
В 1956 году окончил аспирантуру при кафедре разработки пластовых месторождений ТПИ.
В 1956—1959 годах в качестве ассистента этой кафедры преподавал в Томском политехническом институте, проводя одновременно на шахтах исследования, посвящённые установлению особенностей проявления выбросов угля и газа и выявлению признаков совместимости систем разработки защитных и опасных пластов.
В 1959 году по предложению Н. А. Чинакала и Т. Ф. Горбачёва вернулся в Новосибирск, где продолжил исследования в Институте горного дела СО АН СССР (ИГД), прошёл путь от младшего научного сотрудника до заместителя директора института.
В 1960 году по материалам проведённых ещё в Томске исследований защитил кандидатскую диссертацию на тему «Вопросы разработки пластов, подверженных внезапным выбросам угля и газа, в Кузбассе». В 1968 году он стал доктором технических наук (тема диссертации: «Анализ формирования и расчёт напряжённо-деформированного состояния горного массива при разработке мощных крутых пластов Кузбасса»), а в 1970 году ему было присвоено учёное звание профессора (он вёл преподавательскую работу в Кузбасском политехническом институте).
В 1983 году переехал в Кемерово, где стал организатором и первым директором (1983—2002 гг.) Института угля СО АН СССР (ныне — Федеральный исследовательский центр угля и углехимии СО РАН).
15 декабря 1990 года был избран членом-корреспондентом АН СССР, по Отделению геологии, геофизики, геохимии и горных наук (горное дело).
В 1991 году он стал организатором и председателем Президиума Кемеровского научного центра СО РАН, членом Президиума СО РАН (1991—2003 гг.). С 2003 года — советник РАН.
С 2004 года работал в Институте геологии нефти и газа ОИГГМ СО РАН, а после раздела ОИГГМ в конце 2005 года — в Институте нефтегазовой геологии и геофизики имени А. А. Трофимука СО РАН.
Скончался 23 января 2022 года. Похоронен на Южном кладбище Новосибирска.

## Научная деятельность
Основные направления научных интересов Г. И. Грицко — геомеханика, горное давление, технологии разработки угольных пластов. Им были созданы геомеханические основы управления горными процессами на глубоких горизонтах угольных шахт, сделан значительный вклад в технологическое развитие угольной промышленности. Г. И. Грицко предложил идею использовать экспериментально установленные данные о конвергенции горных пород как граничные условия при определении напряжённо-деформированного состояния массива горных пород, которая легла в основу нового экспериментально-аналитического направления в геомеханике. Он установил закономерности горного давления в угольных шахтах, разработал способы прогнозирования геомеханических процессов, обосновал способы разработки угольных пластов, опасных внезапными выбросами угля и газа и горными ударами.
Вместе со своими сотрудниками Г. И. Грицко выполнял исследования по теории проектирования угольных шахт, геоэкологии, планированию и оптимизации горных работ, экономико-математическому моделирования систем разработки угольных пластов. Он внёс вклад в разработку стратегии устойчивого развития угольной отрасли и угледобывающих регионов в современных условиях, в выработку стратегии топливно-энергетического баланса России, добычи, переработки, экологии и безопасности угля. Им была создана получившая известность в Сибири научная школа по горному давлению и технологии подземной разработки угольных месторождений.
Под руководством Г. И. Грицко защищено 8 докторских и 46 кандидатских диссертаций.

## Награды, премии, почётные звания
- Орден Почёта (10 ноября 2011) — за большой вклад в развитие отечественной науки и многолетнюю плодотворную работу[9]
- Орден Дружбы (4 июня 1999) — за большой вклад в развитие отечественной науки, подготовку высококвалифицированных кадров и в связи с 275-летием Российской академии наук[10]
- Государственная премия СССР (1984) — за разработку и создание моделей геомеханических процессов и применение этих моделей при ведении горных работ и в подземном строительстве (в составе авторского коллектива)[4]
- Почётный гражданин Кемеровской области (2001)[5]

## Публикации
Г. И. Грицко является автором более 250 научных работ, в том числе 10 монографий, а также 20 изобретений по проблемам геомеханики в угольных шахтах. Некоторые из них:
- Грицко Г. И. . Вопросы разработки пластов, подверженных внезапным выбросам угля и газа, в Кузбассе. — Томск: Науч.-техн. горное общество. Томское городское отделение, 1958. — 58 с.
- Грицко Г. И.  Некоторые результаты определения показателя скорости газоотдачи угля из пласта, опасного по внезапным выбросам // Известия Томского политехнического института. — 1958. — Т. 83. — С. 108—113.
- Грицко Г. И., Посохов Г. Е., Цыцаркин В. Н., Курленя М. В. . Горное давление на мощных крутых пластах / Под ред. Т. Ф. Горбачёва. — Новосибирск: Наука, 1967. — 214 с.
- Грицко Г. И., Шалауров В. А., Штеле В. И. . Обоснование технологических решений при групповой разработке пластов. — Новосибирск: Наука, 1981. — 145 с.
- Грицко Г. И., Цыцаркин В. Н. . Горное давление в подготовительных выработках мощных крутых пластов. — Новосибирск: Наука, 1982. — 86 с.
- Грицко Г. И. . Горное давление на крутых пластах Кузбасса. — Новосибирск: Изд-во СО РАН, 2001. — 320 с. — ISBN 5-7692-0497-4.
- Конторович А. Э., Кулешов В. В., Грицко Г. И. и др. . Стратегия развития угольной промышленности России в первые десятилетия XXI века. — Новосибирск: Изд-во СО РАН, филиал «Гео», 2003. — 54 с. — ISBN 5-7692-0605-5.
- Грицко Г. И. и др. . О роли угля в энергетической стратегии России // Геомеханика и технологическое развитие подземной угледобычи в Кузбассе / О. А. Атрушкевич, В. Е. Ануфриев, А. А. Балаганская и др. — Кемерово: Ин-т угля и углехимии СО РАН, 2004. — 616 с. — ISBN 5-902305-15-2. — С. 18—35.
- Грицко Г. И., Санеев Б. Г., Соколов А. Д.  Перспективы развития угольной промышленности в Сибири // Интерэкспо Гео-Сибирь. — 2006. — Т. 5. — С. 234—245.